# СДК-164
СДК-164 — средний десантный корабль проекта 773 Черноморского флота ВМФ СССР и ВМФ России.

## Служба
Средний десантный корабль СДК-154 проекта 773 был построен на Гданьской Северной верфи, Польша, (заводской номер 733/4). Был заложен 26.06.1970 года, спущен на воду 31.03.1971 года, вступил в строй 31.08.1971 года. Вошел в состав Черноморского флота.
Бортовые номера 413, 432.
СДК-164 находился в составе 39-й дивизии морских десантных сил (39-я ДиМДС) с базированием на Крымскую ВМБ в Донузлаве. В составе 147-го дивизиона средних десантных кораблей. В/ч 53119 по штату 61/399-Д.
Во время служб в переменном составе 5-й Средиземноморской эскадры имел на борту морскую пехоту Черноморского Флота.
В 1973 году во время боевых действий в Египте участвовал в эвакуации советских граждан из Египта. Для эвакуации семей совслужащих из Египта и Сирии были выделены корабли: эсминец «Напористый», СКР «Куница», СКР-77, СДК-137, СДК-164, ПМ-138, МВТ «Маныч». От Министерства морского флота привлечено 18 судов.
В этом же году участвовал в сопровождении транспортного корабля в порт Латакия Сирийской Арабской Республики. Для проводки и прикрытия транспортов решением командира 5-й эскадры организован ОПР (отряд прикрытия) в составе: эсминец «Сознательный», БПК «Красный Кавказ», СКР «Куница», СДК-137, СДК-164, с задачей недопущения атак транспортов авиацией и ВМС Израиля.
Во время несения боевой службы в Средиземном море, заходил в египетские порты Порт-Саид, Александрия, Мерса-Матрух. В период с 31.10.1973 по 10.01.1974 года находился на территории Объединенной Арабской Республики.
Переведён в Севастополь. 8 июля 1996 года корабль был исключен из состава Черноморского флота, и разделан на металл в Инкермане в 1998 году.